# Undorf
Undorf je naselje u Njemačkoj, u blizini Regensburga u južnoj Bavarskoj. Ima oko 7000 stanovnika.
Poznat je po crkvi i njemačkom nogometnom velikanu Hansu Dorfneru.